# Adrien Turnèbe
Adrien Turnèbe, ou Tournebeuf, ou Adrianus Turnebus en latin, né aux Andelys en 1512 et mort le 12 juin 1565 à Paris, est un poète, critique et commentateur humaniste français auquel la France doit la Renaissance de ses lettres.

## Biographie
De parents nobles, mais peu fortunés. On dit que son père, gentilhomme écossais, s’appelait « Turnbull », que ce nom fut remplacé en français par celui de « Tournebœuf » et « Tournebou » qui devint « Turnebus » en latin, dont on a fait enfin « Turnèbe », qui est généralement le plus connu. Amené, dès l’âge de onze ans, à Paris pour faire ses études, il annonça, malgré son très jeune âge, de grandes dispositions, et il fit des progrès très rapides. Bientôt ses professeurs, Toussain, Legros, Guillaume Duchesne, malgré leur savoir, n’eurent plus rien à lui enseigner. Gros travailleur, doué d’une mémoire très fidèle, d’une pénétration vive et du sens le plus droit des textes antiques, qui constituaient les principales études à cette époque, ne lui présentèrent presque plus aucune difficulté qu’il ne pût résoudre.
Une érudition telle que la sienne était extrêmement précieuse en cette époque de Renaissance des lettres et bientôt les diverses pays européens cultivant les lettres se disputèrent ses compétences, mais il préféra rester en France où son protecteur, le cardinal de Châtillon le fit nommer fort jeune encore, professeur d’humanités à l’université de Toulouse. Il s’y fit une brillante réputation et, en 1547, fut appelé à Paris, pour remplacer au Collège des lecteurs royaux, Jacques Toussain (Jacobus Tossanus), qui venait de mourir. Il y occupa d’abord la chaire de grec, et ensuite celle de philosophie grecque et latine. Ses leçons attirèrent un grand nombre d’auditeurs, et il forma les élèves les plus distingués, au nombre desquels Henri Estienne et Gilbert Génébrard. Il connaît Claude Roillet.
En 1551, il est nommé imprimeur du roi pour le grec. On lui doit les premières éditions grecques de Philon, de Synésius, des Scolies de Démétrius sur Sophocle, etc., qu’il enrichit de Préfaces ou d’Épitres dédicatoires érudites. L’imprimeur Henri Estienne suivit même quelque temps ses leçons mais, en 1556, il abandonna cette direction à Guillaume Morel, qu’il s’était associé.
Une maladie violente l’enleva, encore jeune. Sa disparition fut l’objet d’un intense débat – qui donna lieu à pas moins de 600 pièces en vers et en prose – sur ce que, d’une orthodoxie un peu douteuse durant sa vie, il aurait embrassé le calvinisme sur son lit de mort. Ayant été inhumé sans aucune pompe, dans le cimetière des pauvres écoliers, ainsi qu’il l’avait prescrit dans son testament, cette clause fit dire aux Protestants qu’il avait embrassé leur cause. Des vers latins, où cette disposition du testament était paraphrasée parurent et furent affichés dans Paris. Un certain Gabriel Goniard de Soissons y répondit par d’autres vers latins : les uns et les autres ont été réimprimés par John Henry Seelen, dans la Dissertation sur la religion de Turnèbe, qu’on trouve dans ses Selecta litteraria (Lubeck, Boeckmann, 1726, in-8°.) Mais ce qu’il y a de certain sur ce point, c’est que l’orateur royal Léger Duchesne et Génébrard, amis particuliers de Turnèbe, attestent qu’il mourut dans la religion catholique qu’il avait professée toute sa vie. Leur témoignage est confirmé par quelques jésuites, quoique Turnèbe, peu avant sa mort, ait publié contre leur société une pièce de vers, qui a pour titre : Ad Sotericum gratis docentem.
Sa mort suscita un deuil général, et les lettrés les plus distingués s’empressèrent de faire l’éloge de sa mémoire. Montaigne a dit de lui que « Car au dedans c'était l'âme la plus polie du monde. Je l’ai souvent à mon escient jeté en propos élongnés de son usage ; Il y voyait si clair, d’une appréhension si prompte, d’un jugement si sain, qu’il semblait qu’il n’eût jamais fait autre métier que la guerre et les affaires d’État. » D’un caractère doux, modeste, de mœurs irréprochables, droit d’esprit, ses qualités lui valurent l’amitié d’illustres : outre Montaigne, que nous venons de citer, il faut placer dans ce nombre le chancelier de l’Hospital, Johan van der Does, Henri de Mesmes, Christophe de Thou, premier président du parlement de Paris, auxquels sont dédiées les trois parties de ses Adversaria, Guillaume Pellicier, évêque de Montpellier, à qui il adressa son Commentaire sur la préface de Pline, etc.
Turnèbe a rendu un double service aux lettres, en formant de nombreux disciples par ses leçons, et en aplanissant, par ses commentaires et par ses traductions, les difficultés présentées par l’étude des auteurs de l’antiquité. Le nombre d’ouvrages  qu’il a publiés est considérable. Ses commentaires ont pour objet principalement Cicéron, Varron, Horace et la préface de l’Histoire naturelle de Pline. Pour ses traductions du grec en latin, un Traité d’Aristote, des opuscules de Théophraste, nombre d’écrits de Plutarque, la Vie de Moïse, par Philon d'Alexandrie, le Périple du Pont-Euxin d’Arrien, les Cynégétiques d’Oppien de Syrie. L’érudit Pierre Daniel Huet a placé ses traductions au rang des meilleures, parce que, dit-il, à une connaissance profonde des deux langues Turnèbe joint beaucoup d’élégance et de précision. Ces ouvrages, publiés d’abord séparément, ont été recueillis sous ce titre : V. Cl. Adr. Turnebi regii quondam Lutetiæ professoris opera nunc primum ex bibliotheca amplissimi Steph. Adr. F. Turnebi senatoris regii in unum collecta, emendata, aucta & tributa in tomos III, Strasbourg, Lazare Zetzner, 1600. Cette collection ne forme qu’un volume. Les Commentaires et les traductions remplissent les deux premières divisions ; la troisième contient les écrits originaux de Turnèbe, à savoir quelques Discours qu’il prononça comme professeur, les Préfaces ou Épitres dédicatoires, qu’il avait mises en tête des éditions grecques qu’il avait publiées, et ses poésies. Un autre ouvrage considérable, celui qu’il a intitulé Adversaria, a eu beaucoup de succès. Divisé en trois parties, dont il publia les deux premières, la troisième n’a été éditée qu’à  titre posthume par son fils Adrien. Turnèbe y écrit que, détourné de tout travail suivi par la douleur dont l’accablaient les malheurs publics, il parcourait sans ordre les auteurs anciens, et écrivait les remarques que lui suggérait cette lecture. C’est ainsi qu’il a composé ce grand ouvrage, composé d’observations détachées sur les passages les plus difficiles de ces auteurs. Il a été imprimé plusieurs fois. L’édition de Paris, de 1580, est la première qui réunisse les trois parties. Le catalogue raisonné des ouvrages de Turnèbe se trouve dans les Mémoires du P. Niceron, t. 39, et dans le Mercure de France, de septembre 1739.
Trois fils de ce savant, qui eut une nombreuse famille, se sont illustrés. Son fils aîné, Odet de Turnèbe, avait été pourvu de la charge de premier président à la cour des monnaies, mais il mourut en 1581, avant d’avoir été installé. Cultivant les lettres, il a composé une comédie intitulée les Contents et édité quelques ouvrages de son père. On trouve aussi des vers de lui dans le recueil des pièces sur la puce de Catherine Des Roches. Étienne, conseiller au parlement de Paris, mort en 1594, a fourni les corrections et augmentations pour la première édition des œuvres complètes de son père, en 1600.

## Publications
- De legibus libri tres, Hildesheim ; New York, Georg Olms Verlag, 1973.
- Adriani Turnebi Adversariorum, Aureliopoli, excudebat Petrus Quercetanus, 1604.

## Pour approfondir